# Kleinsolt-Heidefeld
Kleinsolt-Heidefeld (auch: Kleinsoltfeld; dänisch Lillesolt Hedemark) ist ein Ortsteil der Gemeinde Freienwill in Schleswig-Holstein.

## Lage
Der Ortsteil liegt südwestlich von Kleinsolt und direkt südlich des Hauptortes Freienwill. Östlich von Kleinsolt-Heidefeld liegen Estrupfeld sowie das Dorf Estrup. Die Straße, welche den Ortsteil Kleinsolt-Heidefeld grundlegend erschließt, ist der Heidefelder Weg, welcher von der Eckernförder Landstraße abgeht. Die südwestlich und südöstlich gelegenen Nachbarorte Juhlschau und Großsoltbrück werden durch den Weg „Zur Heide“ miteinander verbunden (vgl. Grühbrücke unten im Text).
Durch das Gebiet fließt der kleine Fluss Kielstau. Außerdem liegt in dem Gebiet der kleine See Holmarksee.

## Geschichte
Kleinsoltfeld beziehungsweise Kleinsolt-Heidefeld ist ein Tochterdorf von Kleinsolt. Das Gebiet mit seinen Feldern wurde vor Jahrhunderten von den Kleinsoltern urbar gemacht. In der ersten Hälfte des 19. Jahrhunderts wurde im südlichen Teil von Kleinsolt-Heidefeld die Grühbrücke, die auch Hexenbrücke genannt wird, gebaut. Die am Weg „Zur Heide“ gelegene Brücke führt bis heute über die Kielstau (Lage). Das heutige Wappen der Gemeinde Freienwill zeigt die mittlerweile denkmalgeschützte Brücke. 1961 lebten im Kleinsolt-Heidefeld genannten Gebiet 103 Menschen. 1970 lebten nur noch 68 Bewohner in Kleinsolt-Heidefeld. Bis heute ist der Ortsteil dünn besiedelt und landwirtschaftlich geprägt.